# Typhlodromus ternatus
Typhlodromus ternatus är en spindeldjursart som beskrevs av Ehara 1972. Typhlodromus ternatus ingår i släktet Typhlodromus och familjen Phytoseiidae. Inga underarter finns listade i Catalogue of Life.